# Кочани (община)
Вижте пояснителната страница за други значения на Кочани.
Ко̀чани (на македонска литературна норма: Општина Кочани) е община, разположена в източната част на Северна Македония в котловината Кочанско поле (Корито) по средното течение на река Брегалница. Център на общината е град Кочани, като освен него в общината влизат още 27 села. Общината има площ от 360,36 км² и гъстота на населението 105,71 жители на км². Общината има 38 092 жители (2002), предимно македонци.

## Структура на населението
Според преброяването от 2002 година община Кочани има 38 092 жители.
| Етническа принадлежност | Процент |
| македонци               | 93,12%  |
| албанци                 | 0,00%   |
| турци                   | 0,83%   |
| роми                    | 5,12%   |
| власи                   | 0,51%   |
| сърби                   | 0,18%   |
| бошняци                 | 0,01%   |
| други                   | 0,23%   |